# Dey Brothers
Dey Brothers was een warenhuisketen met vestigingen in en rond Syracuse, New York .

## Geschiedenis
De Ierse immigranten Robert en Donald Dey openden in 1894 Dey Brothers; een zes verdiepingen tellende winkel op  401 South Salina Street in Syracuse, New York.
Dey's, een onderdeel van Allied Stores Co., werd in 1986 gekocht door Campeau Corp. en in 1987 zou het worden doorverkocht aan May Company, het moederbedrijf van Dey's rivaal, Sibley's. May trok zich echter terug en in 19898 fuseerde Dey's met Addis Co en veranderde zijn naam in Addis & Dey's.
In 1991 werd het bedrijf samengevoegd met de warenhuizen van Sage-Allen en werden de vestigingen omgedoopt naar Sage-Dey. De winkel in het centrum van Syracuse sloot in 1992. Alle andere winkels sloten in 1993.

## Voormalige vestigingen
- Centrum - 401 South Salina Street, Syracuse, New York
  - geopend in 1894 en gesloten in 1992;
  - nu "Dey's Plaza" genoemd. In het complex dat in het voorjaar van 2011 geopend werd is op de begane grond een overdekte markt voor lokaal/biologisch voedsel en bereid voedsel geopend onder de naam Dey's Fresh Market.
- Fairmount - 3529 W Genesee Street, Syracuse, New York
  - geopend in 1966 en gesloten in 1994;
  - werd de thuisbasis van de hoofdkantoren in 1992 na de sluiting van de winkel in het centrum van Syracuse.
- Baldwinsville Tri County Mall
  - geopend in de jaren 1970 en gesloten in 1992.
- DeWitt - Shoppingtown Mall
  - oorspronkelijke locatie - geopend in 1954, verhuisd naar een nieuwe uitbreiding in 1991;
  - nieuwe locatie - geopend in 1991 en gesloten in 1993.
- Clay Great Northern Mall
  - geopend in 1989 gesloten in 1993.
- Schenectady Mohawk Mall
  - opende 1988 in de voormalige Boston Store-locatie  en gesloten in 1993.
- Saratoga Springs Wilton Mall
  - Geopend in 1990 en gesloten in 1993.